# Infusión cerebro-corazón

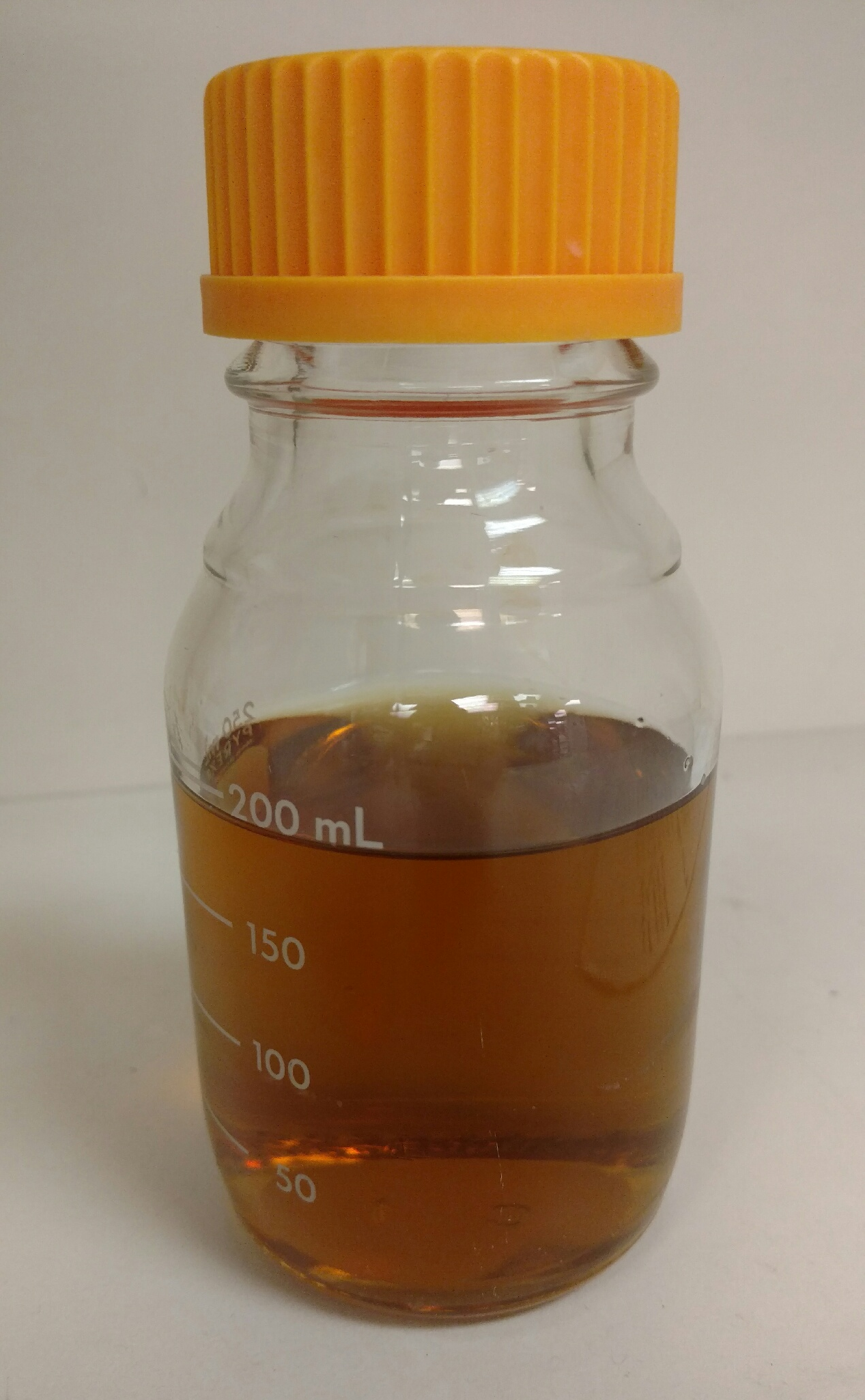
Medios de infusión de cerebro y corazón elaborados con medios en polvo Difco

La infusión cerebro-corazón (BHI, por sus siglas en inglés Brain Heart Infusion) es un medio de cultivo líquido, rico en nutrientes, para el crecimiento de microorganismos. Favorece el crecimiento de una variedad de bacterias aeróbicas y anaeróbicas, incluyendo aquellas con exigencias nutricionales elevadas. En particular, se ha utilizado para cultivar estreptococos, neumococos y meningococos, que de otro modo serían difíciles de cultivar. Se elabora a partir de una infusión de corazón y cerebro de res, tejido de otros animales y otros nutrientes, como peptona.  Se utiliza a menudo en pruebas de seguridad alimentaria, calidad del agua y susceptibilidad antimicrobiana.